# 박현숙 (배우)
박현숙(한국 한자: 朴賢淑, 1967년 5월 5일 ~ )은 대한민국의 배우이다.

## 학력
- 송곡여자고등학교 (졸업)
- 인천전문대학 경영과 전문학사 (졸업)

## 연기 활동

#### 드라마
- 1987년 MBC 청소년 드라마 《푸른교실》
- 1988년 MBC 청소년드라마 《푸른계절》
- 1988년 KBS2 수목드라마 《황금의 탑》
- 1989년 KBS2 수목드라마 《왕룽일가》
- 1989년 MBC 청소년 드라마 《서울 시나위》(특별출연)
- 1990년 MBC 특집드라마 《내 친구 천사》 ... 은미 역
- 1990년 KBS2 수목드라마 《우리가 사랑하는 죄인》
- 1990년 KBS2 단막드라마 《TV 손자병법》
- 1990년 KBS1 농촌드라마 《대추나무 사랑걸렸네》
- 1990년 KBS2 어린이 드라마 《우리 아빠 홈런》
- 1991년 KBS1 주간드라마 《가족》
- 1992년 KBS2 수목드라마 《백번 선본 여자》
- 1992년 KBS2 캠퍼스 드라마 《내일은 사랑》
- 1994년 SBS 월화드라마 《작별》 ...안승주 역
- 1996년 KBS2 수목드라마 《컬러 - 옐로우》 ... 성숙 역
- 1996년 KBS2 수목드라마 《머나먼 나라》 ... 강경댁 역
- 1996년 KBS1 TV소설 《하얀 민들레》 ... 재영 역
- 1997년 MBC 일일시트콤 《남자 셋 여자 셋》 ... 안문숙의 이복언니 딸 박자혜 역
- 1997년 KBS2 주말연속극 《웨딩드레스》
- 1998년 SBS 아침연속극 《엄마의 딸》 ... 명애 역
- 1998년 KBS1 전원드라마 《대추나무 사랑걸렸네 (2기)》
- 1999년 MBC 월화드라마 《흐르는 것이 세월뿐이랴》
- 1999년 SBS 특집극 《아들아 너는 아느냐》 ... 화정 역
- 1999년 SBS 주말극장 《젊은 태양》
- 1999년 KBS2 미니시리즈 《초대》
- 2000년 KBS2 월화드라마 《RNA》
- 2001년 MBC 일일연속극 《결혼의 법칙》
- 2001년 SBS 주말극장 《아버지와 아들》
- 2001년 KBS2 월화드라마 《순정》
- 2002년 KBS2 월화드라마 《겨울 연가》 ... 정아 역
- 2002년 SBS 아침연속극 《엄마의 노래》
- 2002년 KBS2 단막극 《KBS 드라마시티 - 아줌마 밴드 결성사건》
- 2002년 KBS2 단막극 《KBS 드라마시티 - 아주 특별한 선물》 ... 연주 역
- 2003년 KBS1 TV소설 《분이》 ... 옥단심 역
- 2003년 KBS2 추석특집극 《혼수》 ... 연주 역
- 2004년 SBS 일일연속극 《소풍가는 여자》
- 2004년 KBS2 주말연속극 《애정의 조건》
- 2004년 KBS2 아침드라마 《용서》 ... 하승주 역
- 2006년 SBS 아침연속극 《맨발의 사랑》 ... 황진희 역
- 2008년 MBC 월화드라마 《에덴의 동쪽》 ... 옥희 역
- 2008년~2009년 SBS 주말 특별기획 《가문의 영광》 ... 하주정 역
- 2009년 KBS2 수목드라마 《아가씨를 부탁해》 ... 메이드 장 역
- 2010년 SBS 월화드라마 《별을 따다줘》 ... 한진주 역
- 2010년 MBC 주말드라마 《글로리아》 ... 최지영 역
- 2011년 KBS2 월화드라마 《스파이 명월》 ... 경재인 역
- 2013년 MBC 일일연속극 《오자룡이 간다》 ... 노숙자 역
- 2013년 MBC 월화드라마 《불의 여신 정이》 ... 오국비 역
- 2014년 SBS 월화드라마 《비밀의 문》 ... 최상궁 역
- 2015년 KBS2 TV소설 《그래도 푸르른 날에》 ... 최명주 역
- 2015년 SBS 수목드라마 《용팔이》 ... 집사 역
- 2015년 SBS 수목드라마 《리멤버 - 아들의 전쟁》 ... 김영선 역
- 2016년 KBS2 TV소설 《내 마음의 꽃비》 ... 이수창 누나 역
- 2016년 tvN 월화드라마 《싸우자 귀신아》 ... 김은성의 어머니 역
- 2017년 KBS2 TV소설 《그 여자의 바다》 ... 박순옥 역
- 2017년 MBC 수목드라마 《군주 - 가면의 주인》 ... 유선댁 역
- 2017년 SBS 수목드라마 《다시 만난 세계》 ... 차민준의 외숙모 역
- 2017년 tvN 수목드라마 《크리미널 마인드》 ... 오순영 역
- 2017년 SBS 주말특별기획 《브라보 마이 라이프》 ... 신화임 역
- 2018년 KBS2 일일연속극 《인형의 집》 ... 박수란 역
- 2018년 MBC 월화드라마 《사생결단 로맨스》 ... 세라 엄마 역
- 2018년 KBS2 단막극 《KBS 드라마 스페셜 - 잊혀진 계절》
- 2019년 옥수수 웹드라마 《너 미워! 줄리엣》 ... 강수현 역
- 2019년 MBN/iHQ DRAMA 수목드라마 《우아한 가》 ... 정윤숙 역
- 2020년 KBS2 수목드라마 《영혼수선공》 ... 오화영 역
- 2023년 MBC 일일드라마 《하늘의 인연》 ... 강수란 역 (특별출연)
- 2023년 ENA 수목드라마 《오랫동안 당신을 기다렸습니다》 ... 백미자 역
- 2023년 JTBC 드라마 《피타는 연애》
- 2024년 MBC 일일드라마 《용감무쌍 용수정》 ... 캘리 정 역
- 2024년 MBN 금토미니시리즈 《나쁜 기억 지우개》 ... 전새얀의 어머니 역 (특별출연)

### 영화
- 1987년 《실연클럽》 ... 예명인 박선정으로 출연
- 1987년 《화려한 변신》 ... 예명인 박선정으로 출연
- 1989년 《달콤한 신부들》 ... 추자 역
- 1989년 《인간 시장 4 - 오! 하나님》
- 1989년 《우담바라》 ... 박영옥 역
- 1990년 《꿈꾸는 식물》 ... 명자 역
- 1990년 《젊은 날의 초상》 ... 여대생 1 역
- 1991년 《아그네스를 위하여》 ... 교도관 역
- 1992년 《비황》 ... 분례 역
- 1992년 《시비시비》 ... 꺽쇠 처 역
- 1995년 《멀고 먼 해후》
- 2002년 《마들렌》 ... 미용실 아줌마 역
- 2008년 《아기와 나》 ... 준수 모 역
- 2015년 《앨리스: 원더랜드에서 온 소년》 ... 순미 역
- 2020년 《담보》 ... 원장 수녀 역
- 2020년 《세트플레이》 ... 성철 엄마 역
- 2022년 《안녕하세요》 ... 이선아 역
- 2022년 《자백》 ... 양신애 역
- 2023년 《열여덟, 어른이 되는 나이》 ... 이민경 역
- 2023년 《절해고도》 … 금우 역
- 2023년 《3일의 휴가》 … 정신과 의사 역 (특별출연)

### CF
- 1985년  태평양상사 에버틴스 캐쥬얼 (With. 이주경)
- 1986년 LG생활건강 에티켓 마우스 워시
- 1986년 LG생활건강 드봉 에스코트
- 1987년 LG생활건강 차밍 비누
- 1987년 LG생활건강 차밍 샴푸 린스
- 1987년 LG생활건강 나너 샴푸 린스
- 1987년 (주) 대영식품 - 북양 맛살
- 1989년 (주)오리온 - 마이마이 크래커 / 초코콤비 초컬릿 쿠키
- 1989년 외환은행 비자카드 - 불우이웃 돕기편 (With. 홍요섭 나현희)
- 1989년 외환은행 비자카드 - 예약 서비스편 (With. 홍요섭)
- 1989년 외환은행 비자카드 - 예스 서비스편 (With. 홍요섭)
- 1990년 매일유업 맘마 F - 1, 2, 3
- 1991년 미원 불고기양념 - 새댁편
- 1992년 (주)베스트푸드미원 크노르 컵수프

## 진행
- 1989년 《화요일에 만나요》

## 홍보대사
- 2007년 새생명지원센터 홍보대사